# Trophée des champions 2015
Il Trophée des champions 2015 è stata la 39ª edizione della Supercoppa di Francia, la 20ª organizzata dalla LFP.
Si è svolta il 1º agosto 2015 allo Stade Saputo di Montréal tra il Paris Saint-Germain, vincitore della Ligue 1 2014-2015 e della Coupe de France 2014-2015, e l'O. Lione, secondo classificato nel precedente campionato. Si tratta della seconda volta in cui il trofeo viene assegnato nella città canadese, dove si era giocata anche l'edizione 2009, disputata però nello Stadio Olimpico di Montréal.
Il Paris Saint-Germain ha conquistato il trofeo per la quinta volta.

## Partecipanti
| Squadre             | Qualificazione                                                      | Partecipazioni precedenti (il grassetto indica la vittoria)     |
| ------------------- | ------------------------------------------------------------------- | --------------------------------------------------------------- |
| Paris Saint-Germain | Vincitore della Ligue 1 2014-2015 e della Coupe de France 2014-2015 | 8 (1986, 1995, 1998, 2004, 2006, 2010, 2013, 2014)              |
| Olympique Lione     | Secondo classificato nella Ligue 1 2014-2015                        | 10 (1967, 1973, 2002, 2003, 2004, 2005, 2006, 2007, 2008, 2012) |

## Tabellino
| Arbitro: | Bourdeau |

|                       |           |  |
| Aurier 11’ Cavani 17’ | Marcatori |  |

| PSG | O. Lione |

### Formazioni
| Paris Saint-Germain (4-4-2) |    |                          |     |     |
|                             |    |                          |     |     |
| P                           | 16 | Kevin Trapp              |     |     |
| D                           | 2  | Thiago Silva (c)         |     |     |
| D                           | 17 | Maxwell                  |     |     |
| D                           | 19 | Serge Aurier             |     |     |
| D                           | 32 | David Luiz               | 81’ |     |
| C                           | 6  | Marco Verratti           | 60’ | 70’ |
| C                           | 7  | Lucas                    |     | 82’ |
| C                           | 14 | Blaise Matuidi           |     |     |
| C                           | 25 | Adrien Rabiot            |     |     |
| A                           | 9  | Edinson Cavani           |     | 63’ |
| A                           | 10 | Zlatan Ibrahimović       |     |     |
| A disposizione:             |    |                          |     |     |
| P                           | 30 | Salvatore Sirigu         |     |     |
| D                           | 5  | Marquinhos               |     |     |
| D                           | 21 | Lucas Digne              |     |     |
| C                           | 4  | Benjamin Stambouli       |     | 70’ |
| C                           | 8  | Thiago Motta             |     |     |
| A                           | 15 | Jean-Christophe Bahebeck |     | 82’ |
| A                           | 29 | Jean-Kévin Augustin      |     | 63’ |
| Allenatore:                 |    |                          |     |     |
| Laurent Blanc               |    |                          |     |     |

| Olympique Lione (4-3-3) |    |                     |          |     |
|                         |    |                     |          |     |
| P                       | 1  | Anthony Lopes       |          |     |
| D                       | 3  | Henri Bedimo        |          |     |
| D                       | 4  | Bakary Koné         |          |     |
| D                       | 13 | Christophe Jallet   |          |     |
| D                       | 23 | Samuel Umtiti       |          |     |
| C                       | 8  | Corentin Tolisso    |          |     |
| C                       | 12 | Jordan Ferri        |          | 79’ |
| C                       | 21 | Maxime Gonalons (c) | 37’, 64’ |     |
| A                       | 9  | Claudio Beauvue     |          |     |
| A                       | 10 | Alexandre Lacazette |          |     |
| A                       | 25 | Yassine Benzia      |          | 67’ |
| A disposizione:         |    |                     |          |     |
| P                       | 16 | Loïc Mocio          |          |     |
| D                       | 15 | Jérémy Morel        |          |     |
| D                       | 22 | Lindsay Rose        |          |     |
| D                       | 32 | Zakarie Labidi      |          |     |
| C                       | 17 | Steed Malbranque    |          | 79’ |
| C                       | 28 | Arnold Mvuemba      |          |     |
| A                       | 11 | Rachid Ghezzal      |          | 67’ |
| Allenatore:             |    |                     |          |     |
| Hubert Fournier         |    |                     |          |     |